# Okręg wyborczy Kingston upon Hull West and Hessle
Okręg wyborczy Kingston upon Hull West and Hessle powstał w 1997 r. i wysyła do brytyjskiej Izby Gmin jednego deputowanego. Często używa się skróconej nazwy okręgu Hull West and Hessle.

## Deputowani do brytyjskiej Izby Gmin z okręgu Kingston upon Hull West and Hessle
- 1997–2017: Alan Johnson, Partia Pracy
- 2017- : Emma Hardy, Partia Pracy